# Список риб Люксембургу

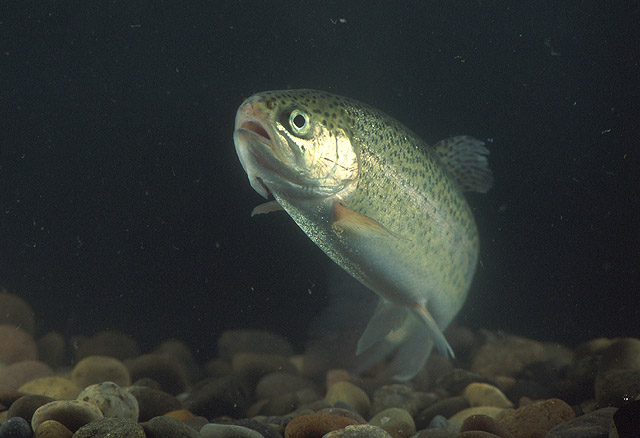
Oncorhynchus mykiss

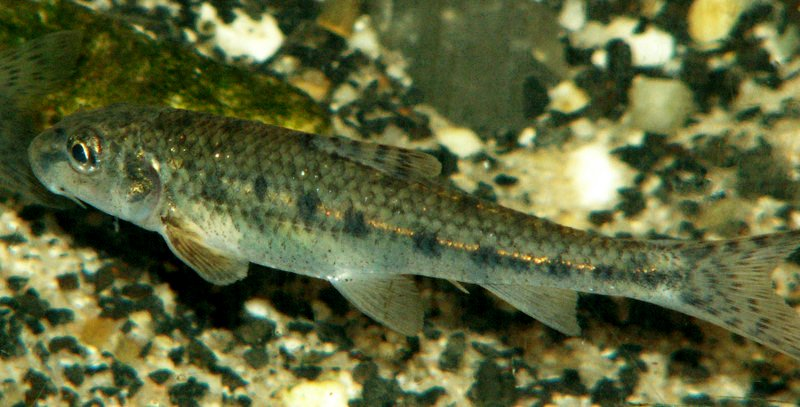
Gobio gobio

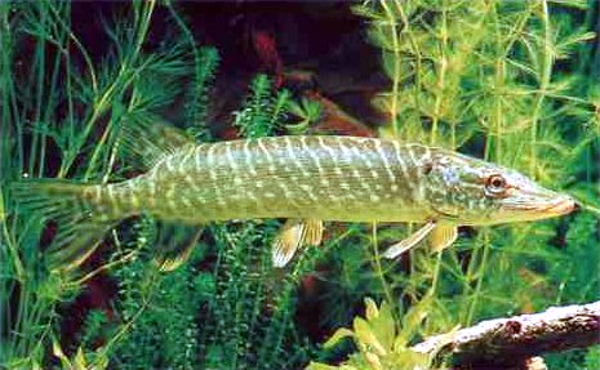
Esox lucius

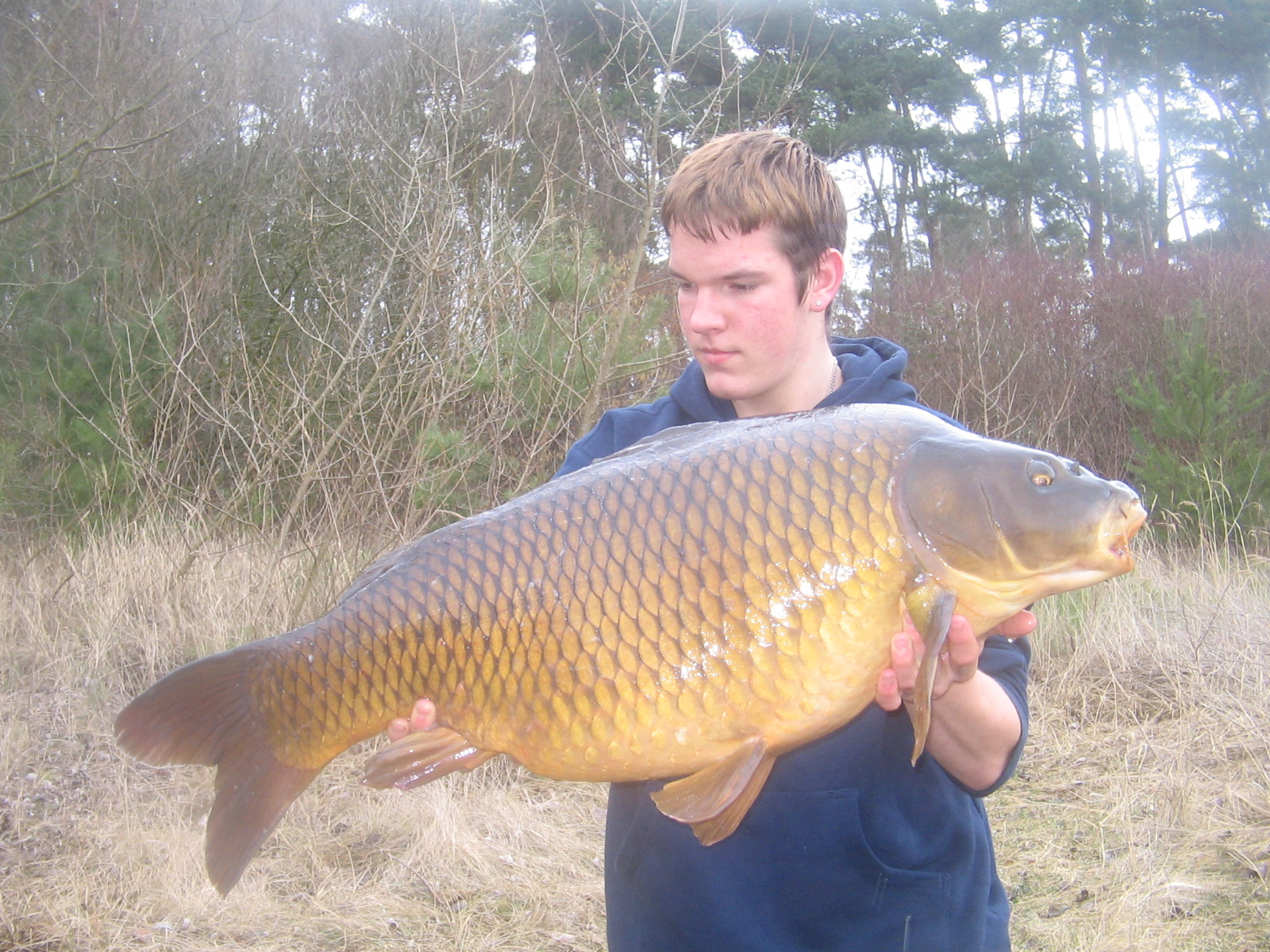
Cyprinus carpio carpio

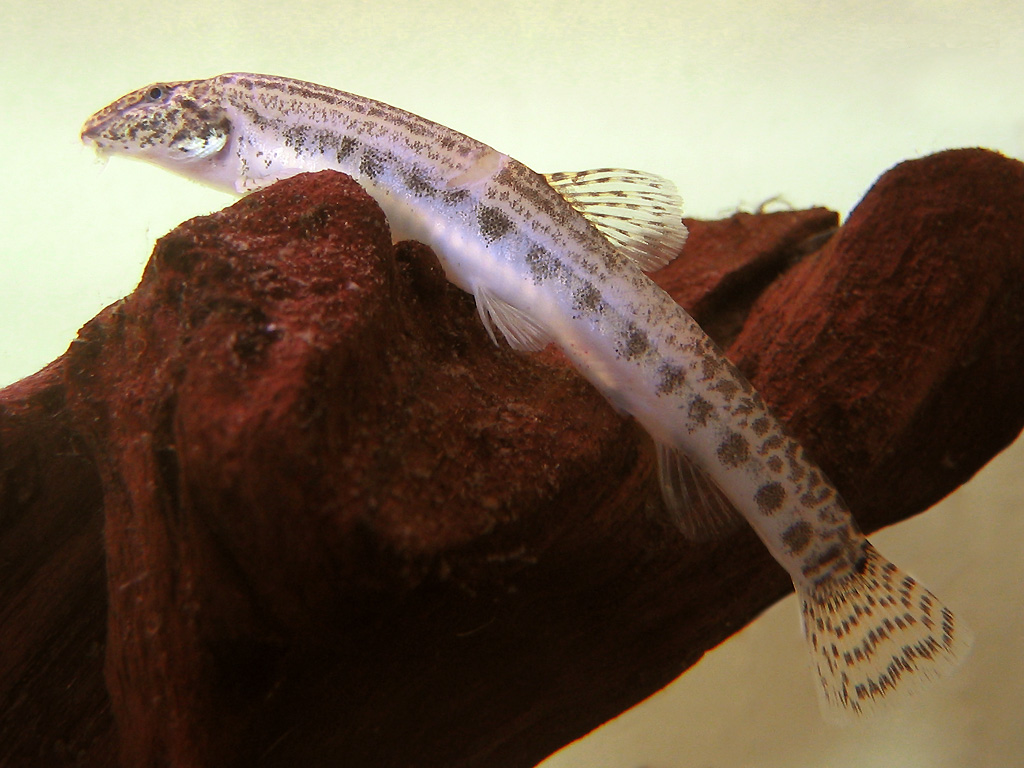
Cobitis taenia

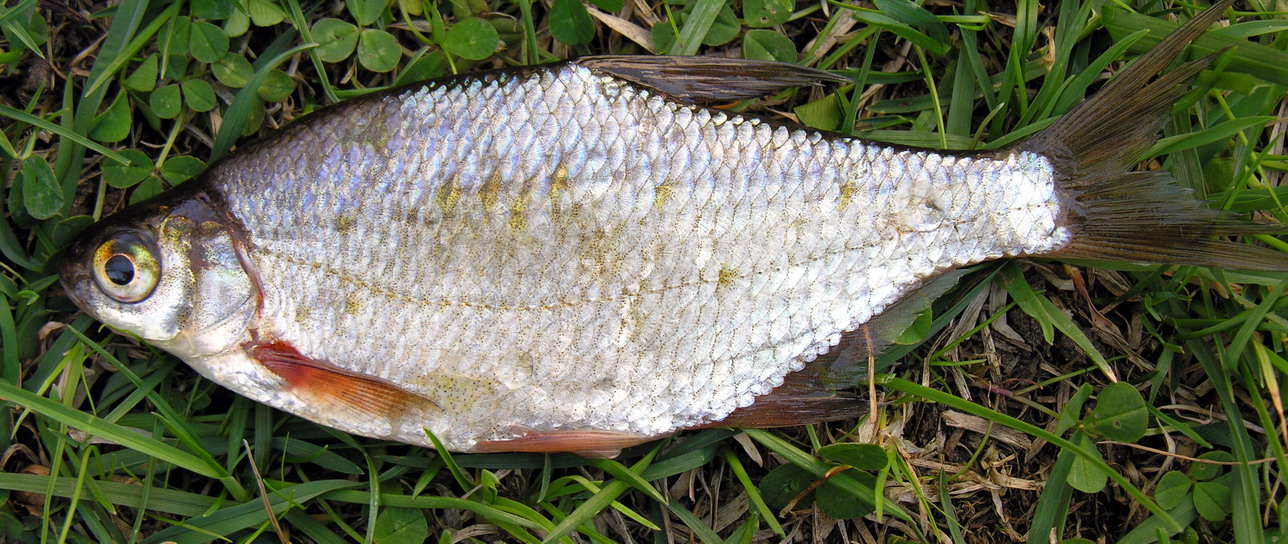
Blicca bjoerkna

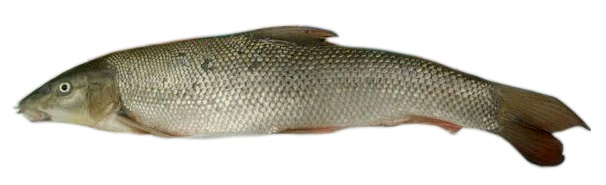
Barbus barbus

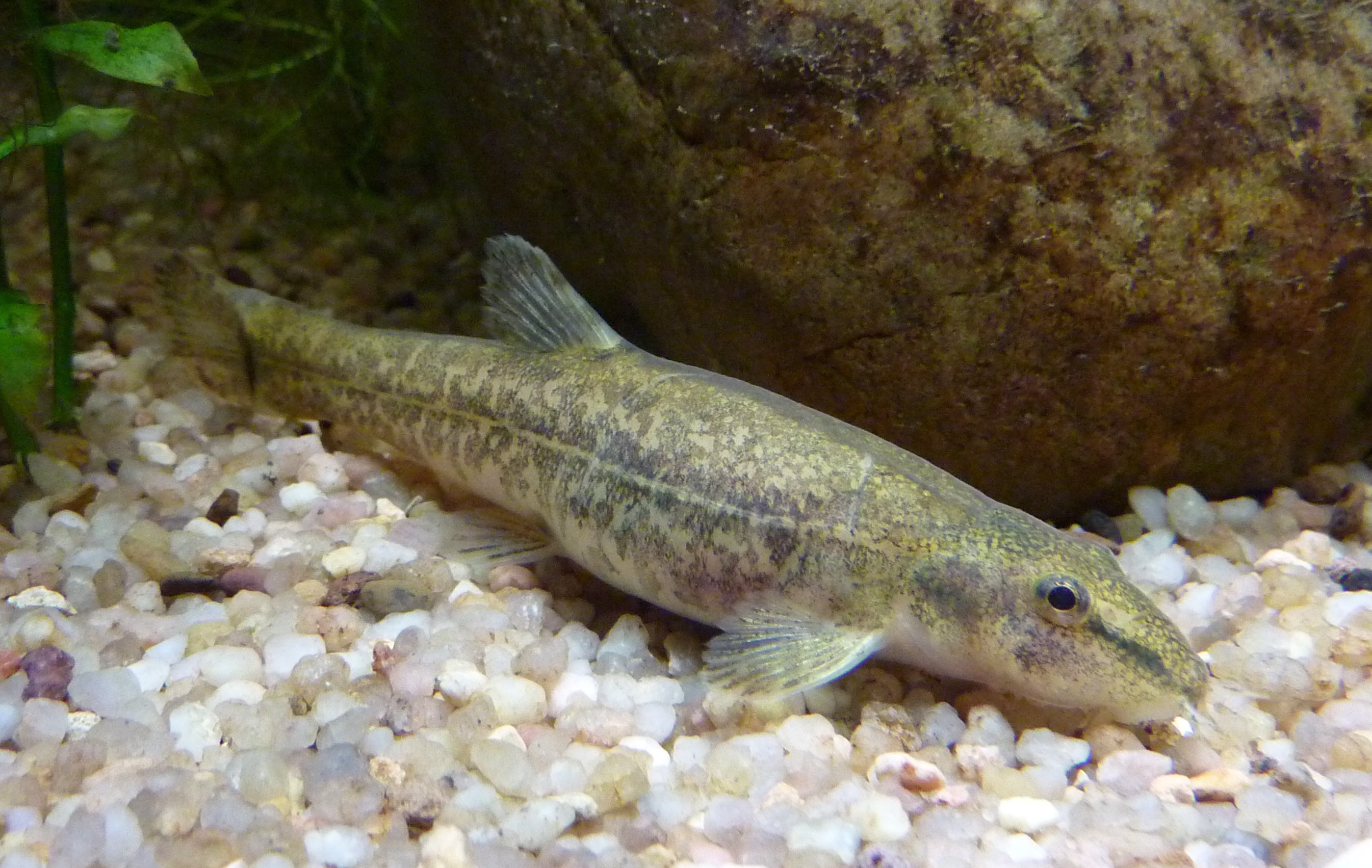
Barbatula barbatula

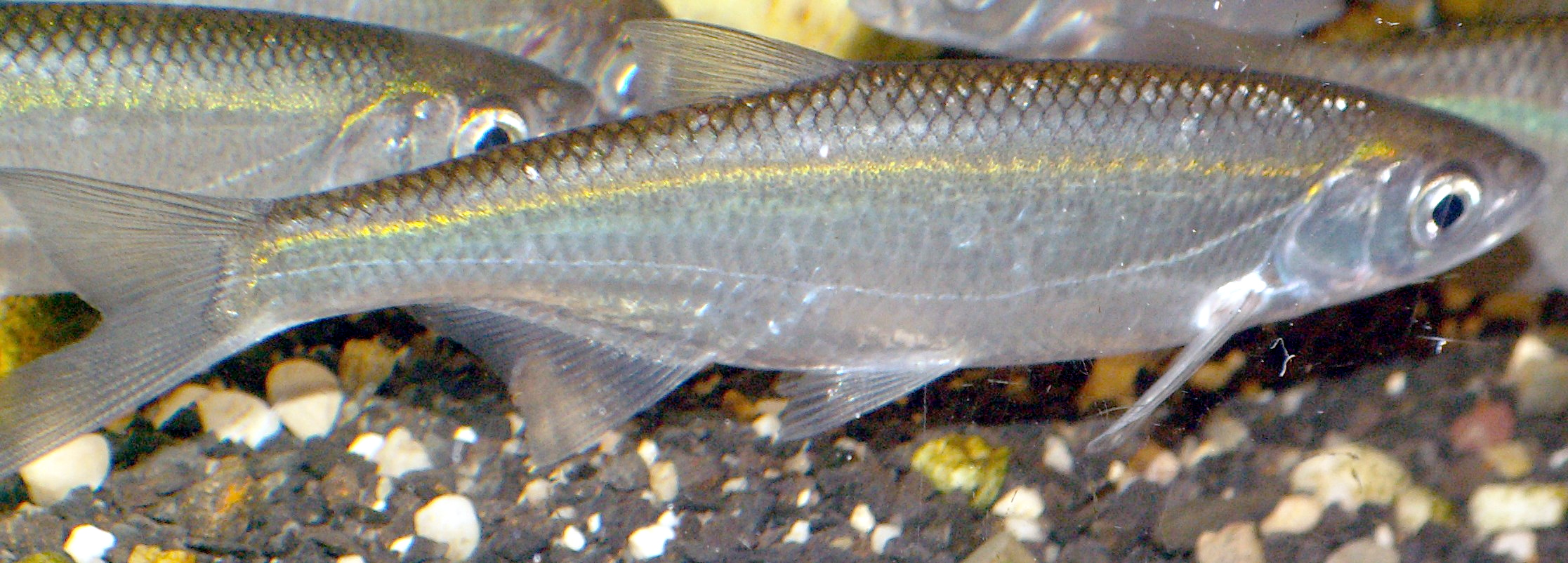
Alburnus alburnus

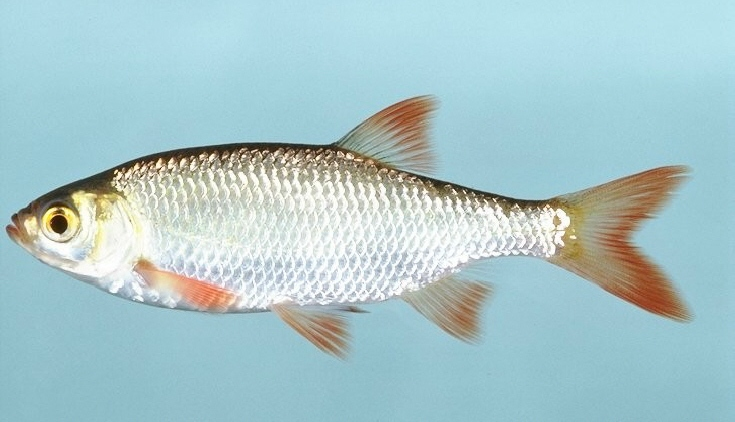
Scardinius erythrophthalmus

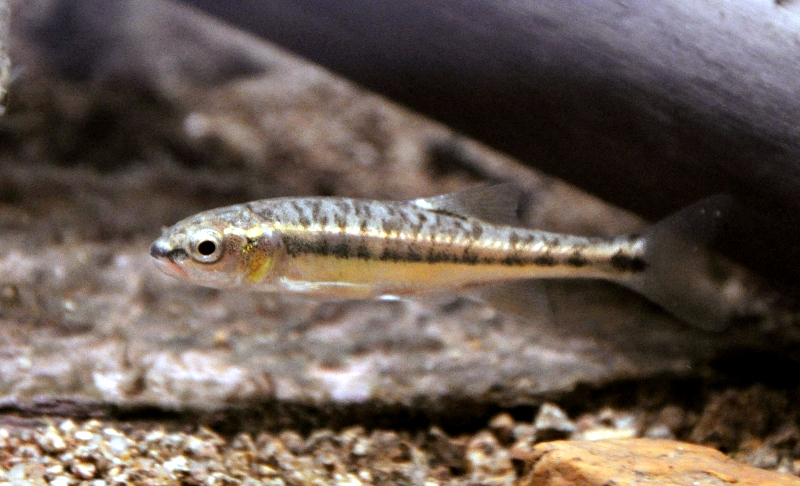
Phoxinus phoxinus

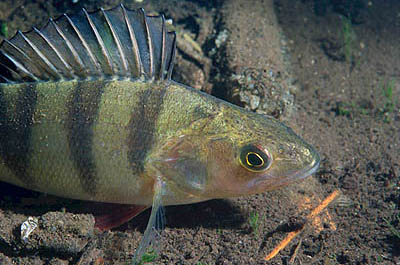
Perca fluviatilis

Список риб Люксембургу неповний і складається з 12 видів риб, що мешкають у територіальних водах Люксембургу.

## A
- Alburnus alburnus

## B
- Barbatula barbatula
- Barbus barbus
- Blicca bjoerkna

## C
- Cobitis taenia
- Cyprinus carpio carpio

## E
- Esox lucius

## G
- Gobio gobio

## O
- Oncorhynchus mykiss

## P
- Perca fluviatilis
- Phoxinus phoxinus

## S
- Scardinius erythrophthalmus[1]